# Мехелен (округ)
Ме́хелен (нидерл. Arrondissement Mechelen) — округ, является одним из трёх округов провинции Антверпен (Бельгия).

## Коммуны
| - Берлар - Бонхейден - Борнем - Виллебрук - Дюффел - Лир - Мехелен | - Нейлен - Пюрс - Пютте - Синт-Амандс - Синт-Кателейне-Вавер - Хейст-оп-ден-Берг |

## Достопримечательности
- Целлер — замок на воде в неоготическом стиле.